# Mira Awad
Mira Awad (heb. מירה עוואד, arb. ميرا عوض) (ur. 11 czerwca 1975 roku w Ramie) – arabsko-izraelska piosenkarka i aktorka.

## Życiorys

### Kariera
W 2002 roku ukazała się jej płyta studyjna zatytułowana Now, którą nagrała w duecie z Noą. W 2009 roku premierę miał ich drugi wspólny album długogrający zatytułowany There Must Be Another Way. Na krążku znalazł się m.in. tytułowy singiel „Einaiych (There Must Be Another Way)”, z którym piosenkarki wygrały w marcu 2009 roku finał krajowych eliminacji eurowizyjnych, dzięki czemu reprezentowały Izrael w 54. Konkursie Piosenki Eurowizji. Duet wystąpił 14 maja w drugim półfinale Konkursu Piosenki Eurowizji organizowanego w Moskwie i zakwalifikował się do sobotniego finału, w którym zajął ostatecznie 16. miejsce w klasyfikacji końcowej po zdobyciu łącznie 53 punktów. W tym samym roku ukazała się jej solowa płyta pt. Bahlawan.
W 2011 roku premierę miał kolejny album długogrający piosenkarki zatytułowany All My Faces. W 2014 roku, razem z Shay Alon napisała ścieżkę dźwiękową do filmu Write Down, I’m an Arab.
Mira Awad realizuje się także jako aktorka. Gra w teatrze „Cameri Theater”.

## Dyskografia

### Albumy studyjne

#### Solowe
- Bahlawan (2009)
- All My Faces (2011)

#### Wydane z Noą
- Now (2002)
- There Must Be Another Way (2009)

#### Ścieżki dźwiękowe
- Write Down! (2014)